# Macaranga heudelotii
Macaranga heudelotii là một loài thực vật có hoa trong họ Đại kích. Loài này được Baill. mô tả khoa học đầu tiên năm 1860.